# Bernt Dahlbäck
Bernt Roland Dahlbäck, född 6 november 1939 i Skellefteå stadsförsamling i Västerbottens län, död 17 september 1978 i Valla i Sköldinge församling i Södermanlands län, var en svensk underhållare och komiker.

## Biografi
Bernt Dahlbäck var son till förrådsförvaltaren och dragspelaren Allan Dahlbäck (1914–1997) och städerskan Astrid, ogift Wickström (1906–1981) samt bror till Erik Dahlbäck och farbror till Andreas och John Dahlbäck.
Dahlbäck bildade humorgruppen Gårunt Show 1962. Gruppen gjorde framgångsrika turnéer i folkparkerna under senare hälften av sextiotalet och spelade in flera grammofonskivor. Flera av deras nummer blev humorklassiker bland annat Bagarberta, Thank You Very Much och Juanita Banana.
1970 upplöstes Gårunt Show och Dahlbäck fortsatte på egen hand. Han spelade revy med Tjadden Hällström, showade med Git Gay och gästspelade hos Hagge Geigert på Lisebergsteatern i Göteborg. Han gjorde egna krogshower på Bacchi Wapen i Stockholm och på Restaurang Trägårn i Göteborg.
Bernt Dahlbäck medverkade även vid den svenska dubbningen av några Disneyfilmer. Många har nog hört hans röst i sången "Låtsaskung av England" från filmen Robin Hood, 1973. Flera av hans klassiska inspelningar finns återutgivna på CD:n Bernt Dahlbäcks bästa kanoner som utkom 2001.
I december 2019 var han huvudämnet för radioprogrammet (podden) Snedtänkt med Kalle Lind i P1.
Åren 1964–1969 var han gift med Barbro Hellman (1932–2001). Tillsammans med Gunilla Edenborg (född 1947) fick han en son: bokförläggaren Carl-Michael Edenborg (född 1967). År 1978 gifte han sig med Agneta Ferséus (född 1952), som är mor till hans yngre son: houseproducenten Jesper Dahlbäck (född 1974).
Dahlbäck avled 1978 i cancer. Han är gravsatt i Katrineholms gamla minneslund.

## Diskografi (urval)
- 1971 – Full i garv
- 1972 – Man ska spela för varandra
- 1973 – Rabadaj
- 1973 – Den falska skatten
- 1975 – Sagostigen (barnskiva)
- 1976 – Jag vill hem (hem från landet) – 16:e plats på svenska hitlistan för singlar november 1976.
- 1977 – God juli
- 1978 – Varning! Den mannen är galen
- 2001 – Bernt Dahlbäcks bästa kanoner (samling)

## Filmografi
- 1972 – 47:an Löken blåser på
- 1976 – Kamrer Gunnarsson i skärgården
- 1978 – Man måste ju leva...

## Scenroller (urval)
- 1977 – Medverkande i Hagges revy, Berns salonger[8]